# Niepokalanów
Niepokalanów – franciszkański klasztor-sanktuarium („Gród Maryi”), położony na terenie archidiecezji warszawskiej, we wsi Paprotnia w gminie Teresin, w powiecie sochaczewskim. Klasztor, zajmujący powierzchnię 28 ha, znajduje się przy linii kolejowej Warszawa-Łowicz, w odległości ok. 42 km na zachód od Warszawy. Należy do Prowincji Matki Bożej Niepokalanej Zakonu Braci Mniejszych Konwentualnych w Warszawie. Niepokalanów jest częścią wsi Paprotnia jako Niepokalanów-Klasztor mający swój nr. TERYT 0738958.

## Założenie klasztoru
Założony w sierpniu 1927 r. na ziemiach ofiarowanych przez księcia Jana Druckiego-Lubeckiego, klasztor niepokalanowski stanowił miejsce działalności świętego o. Maksymiliana Marii Kolbego, franciszkanina. Początkowo osiedle zakonne zajmowało niewielki obszar, na którym stanęły drewniane zabudowania dla pierwszych 20 zakonników (kaplica, hala maszyn, sypialnia braci). W następnych latach, wraz z rozwojem dzieła rosła też jego powierzchnia (książę Drucki-Lubecki, widząc rozwój Niepokalanowa, ofiarował kolejne działki na postawienie nowych budynków). 7 grudnia 1927 r., w przeddzień uroczystości Niepokalanego Poczęcia Najświętszej Maryi Panny klasztor poświęcił prowincjał o. Korneli Czupryk. Pierwotnie o. Maksymilian planował nadać osiedlu nazwę „Zagroda Niepokalanej”, jednak o. Korneli przekonał go do nazwy Niepokalanów.
Przed wybuchem II wojny światowej w klasztorze przebywało łącznie 772 mieszkańców (zakonników i seminarzystów), natomiast sam Niepokalanów stanowił duży ośrodek wydawniczy czasopism religijnych w Polsce. Drukarski park maszynowy liczył w tym czasie m.in. 3 maszyny rotacyjne oraz kilka linotypów i maszyn płaskich. Wydawnictwo zużywało rocznie ok. 1600 ton papieru na prawie 60 mln egzemplarzy drukowanych tu czasopism. W grudniu 1938 r. wydrukowano Rycerza Niepokalanej w nakładzie miliona egzemplarzy, z czego 800 tys. wynosił miesięczny abonament, natomiast 200 tys. przeznaczono na akcję promocyjną pisma.
Od lipca 1931 r. działała w klasztorze Ochotnicza Straż Pożarna, złożona z braci zakonnych, co było niespotykane w innych krajach. Wspomniana Straż, wyposażona w prosty sprzęt (ręczne sikawki, beczkowóz własnej roboty, drabiny, bosaki) miała za zadanie dbać o bezpieczeństwo pożarowe drewnianych budynków mieszkalnych i wydawniczych oraz składów papieru na terenie klasztoru. W przypadku wybuchu pożaru śpieszyła też z pomocą okolicznym mieszkańcom. W 1940 r. franciszkańscy strażacy wyremontowali i dostosowali do celów gaśniczych samochód osobowy Minerva, który użytkowali w latach 1941-1958.
Obok działalności wydawniczej, która była głównym zadaniem Niepokalanowa, franciszkanie rozwinęli też duszpasterstwo przy zbudowanej w 1927 r. drewnianej kaplicy. Ze względu na sporą odległość od kościoła parafialnego w Pawłowicach, dla okolicznej ludności możliwość uczestniczenia w nabożeństwach czy korzystania ze spowiedzi w kaplicy u franciszkanów stanowiła duże ułatwienie. Wprawdzie ośrodek parafialny został erygowany dopiero w czerwcu 1950 r., ale już w listopadzie 1927 r. arcybiskup warszawski Aleksander Kakowski udzielił pozwolenia na sprawowanie nabożeństw w miejscowej kaplicy pw. Niepokalanego Poczęcia NMP. Jednym z duszpasterzy został w późniejszym czasie o. Antonin Bajewski – męczennik z obozu w Auschwitz.
W kwietniu 1938 r. przygotowano plan otwarcia małego lotniska w Niepokalanowie, które miało przyspieszyć dystrybucję czasopism. W tym celu dwóch braci zakonnych zostało wysłanych do Warszawy na kurs pilotażu w tamtejszym Aeroklubie. W grudniu 1938 r. wyemitowano dwie próbne audycje z nowo założonego radia SP3-RN (Stacja Polska 3 – Radio Niepokalanów). Dysponowało ono nadajnikiem o mocy 2 kilowatów i działało na falach krótkich, zaś jego sygnałem wywoławczym był fragment melodii pieśni Po górach, dolinach. Dom radiowy, który w tym celu zbudowano, był wówczas najnowocześniejszym budynkiem na terenie klasztoru.

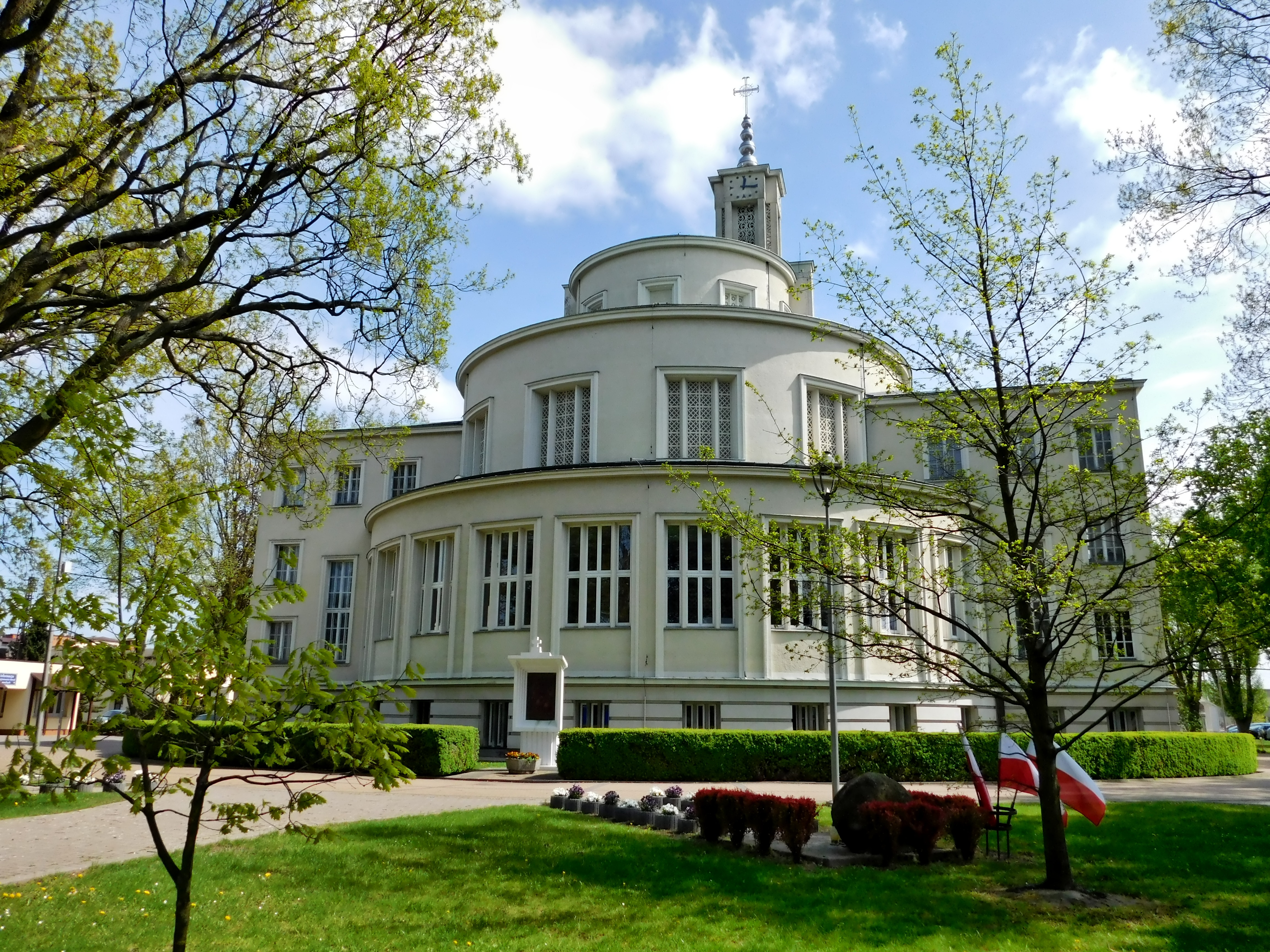
Bazylika niepokalanowska – widok od strony zachodniej

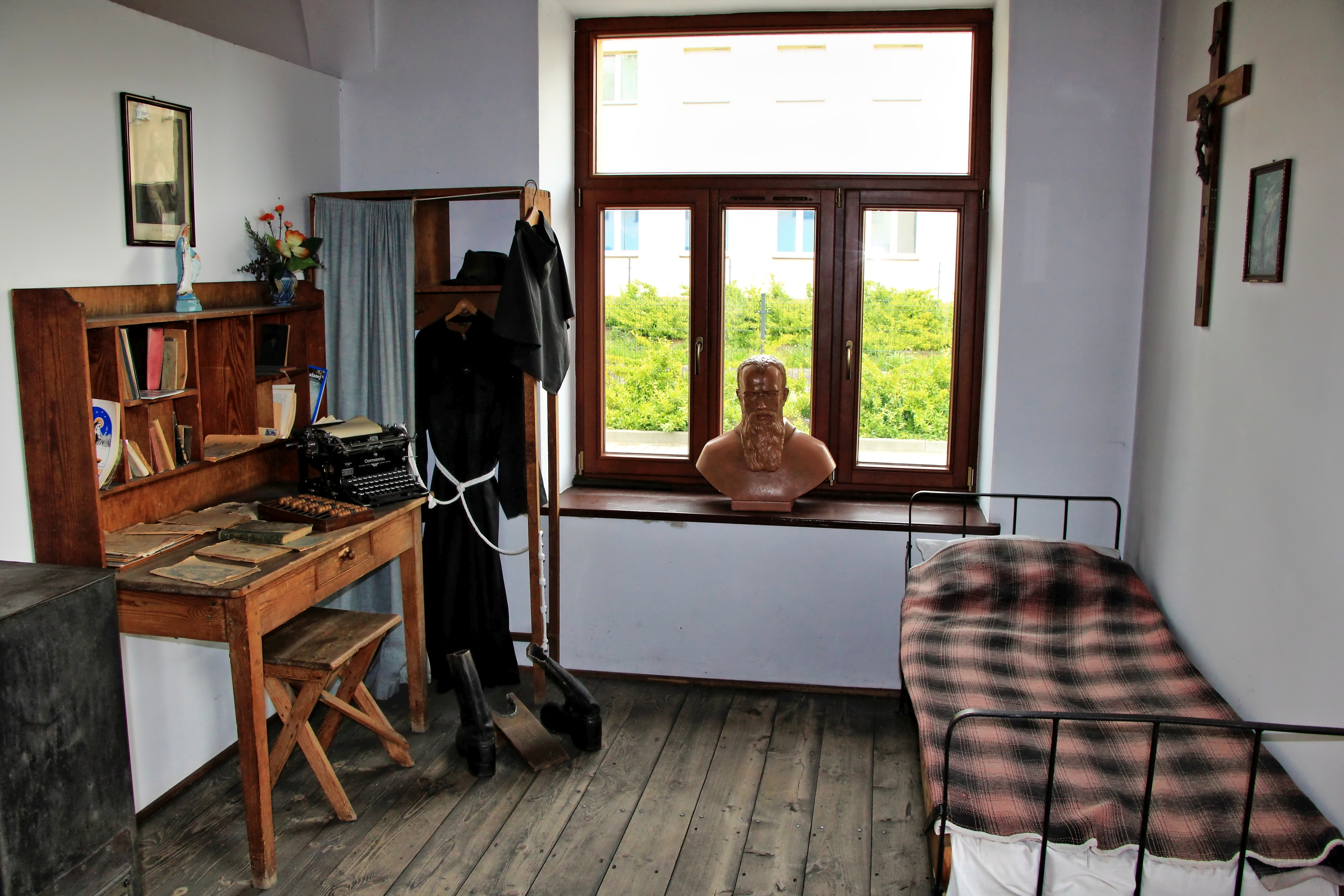
Replika mieszkania o. Maksymiliana Kolbego (z lat 1936-1941)

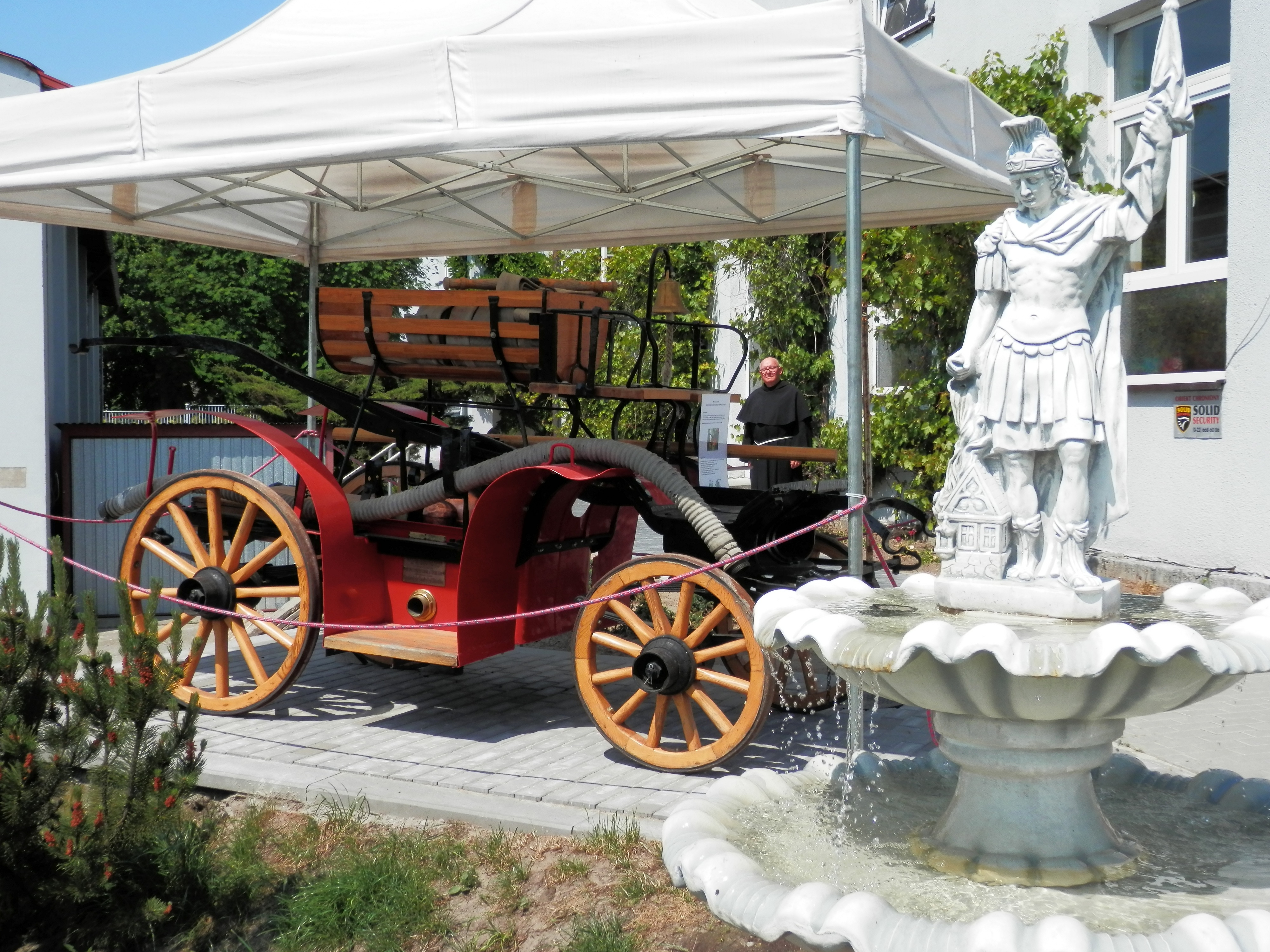
Zabytkowa sikawka konna produkcji niemieckiej (pocz. XX w.)

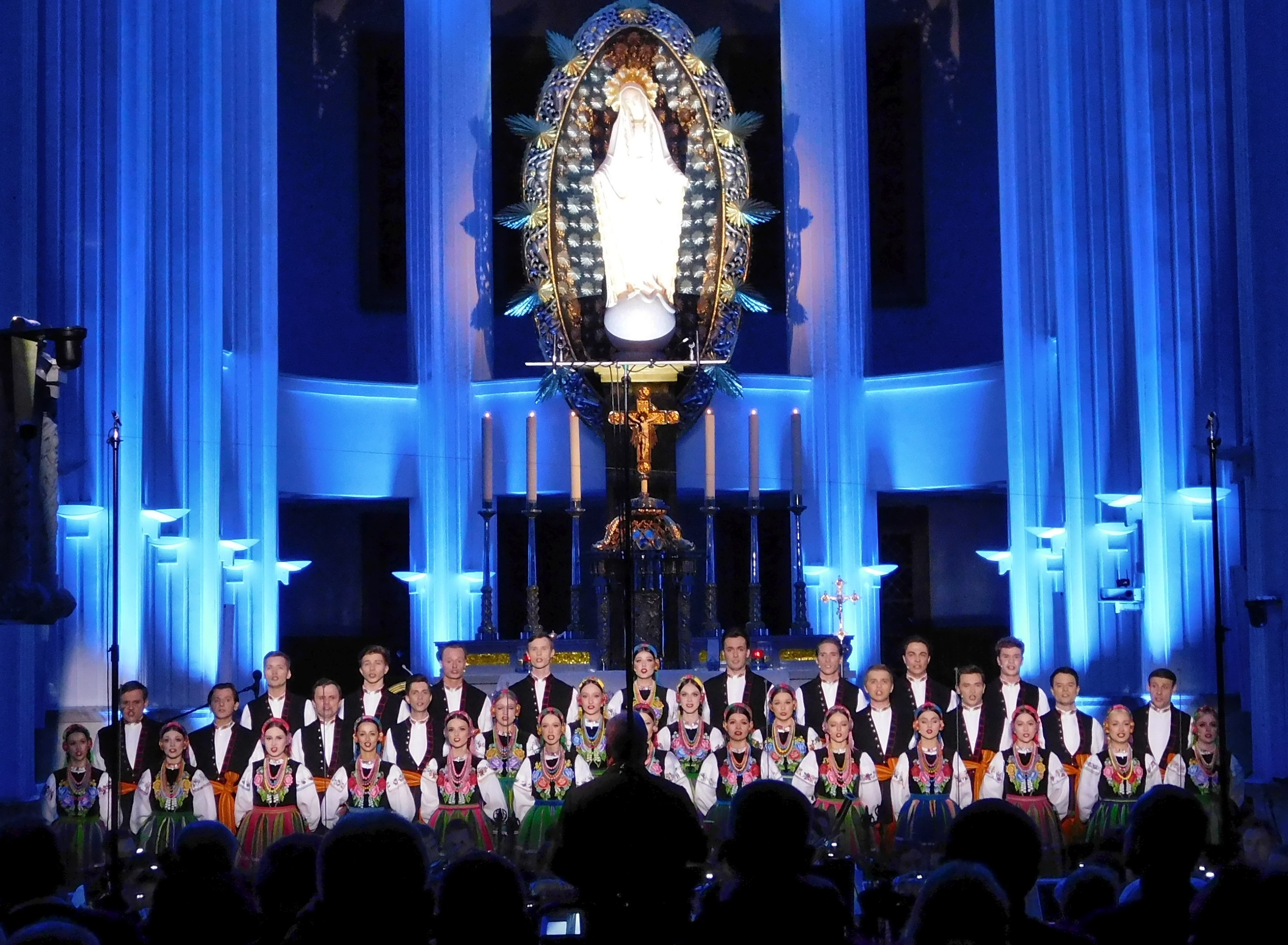
Koncert wielkopostny zespołu Mazowsze w bazylice

## Wojenne losy
Wybuch II wojny światowej zahamował wiele dzieł i planów. Lotniska dla potrzeb wydawnictwa nie udało się zbudować, natomiast radio niepokalanowskie wznowiło działalność dopiero w marcu 1995 r. Na blisko 6 lat przerwana została działalność wydawnicza klasztoru. Jedynym wyjątkiem było zezwolenie niemieckie na druk Rycerza Niepokalanej w grudniu 1940 r. Wydrukowano wówczas 120 tys. egzemplarzy miesięcznika, z możliwością rozpowszechniania wyłącznie na terenie dystryktu warszawskiego. Ten „wojenny” numer Rycerza otrzymał nietypowe oznaczenie: grudzień 1940/styczeń 1941.
W latach wojny i okupacji klasztor był miejscem schronienia dla żołnierzy, rannych w trakcie kampanii wrześniowej oraz dla wielu uchodźców, bez względu na ich narodowość czy wyznanie. M.in. na przełomie 1939/1940 r. przez kilka miesięcy przebywała w Niepokalanowie grupa ok. 1500 Żydów, wysiedlonych z Wielkopolski, którym zakonnicy zapewnili dach nad głową i otoczyli opieką. Działania wojenne nie ominęły również samych mieszkańców klasztoru. O. Maksymilian Kolbe aresztowany w lutym 1941 r. wraz z 4 innymi zakonnikami, zginął w obozie w Auschwitz pół roku później. Liczne kontrole, rabunek mienia i groźby niemieckie stały się ponurą, wojenną codziennością.
Franciszkanie, pozbawieni możliwości prowadzenia akcji wydawniczej, skoncentrowali się na rozwijaniu działalności usługowej dla okolicznej ludności. Naprawiano maszyny rolnicze, motocykle, rowery, zegarki, działał tartak, stolarnia i mleczarnia, funkcjonował zakład krawiecki, istniał też punkt Czerwonego Krzyża. Klasztorna piekarnia bez przerwy dostarczała chleb wszystkim potrzebującym. Ponadto zorganizowano pomoc dla więźniów i uchodźców, prowadzono również tajne kursy nauczania.
Po wybuchu powstania warszawskiego założono w klasztorze duży dom noclegowy. Trafiali do niego zarówno ranni w walce, powstańcy pochodzący z rozbitych oddziałów, rodziny, które straciły swe domy oraz wojenne sieroty. Poważnym wyzwaniem logistycznym w warunkach okupacyjnych było zapewnienie żywności dla wszystkich poszukujących schronienia, zwłaszcza dla pozbawionych rodzin sierot, które nie miały dokąd się udać.
Już pod koniec wojny (w styczniu 1945 r.) Niepokalanów został zbombardowany przez rosyjskie lotnictwo. W następstwie ataku poniosło śmierć 6 zakonników, z których część próbowała znaleźć schronienie w wykopach pod fundamenty przyszłego kościoła. Kilku innych franciszkanów zostało rannych, natomiast zniszczeniu bądź poważnemu uszkodzeniu uległo wiele budynków klasztornych, kaplica, piekarnia, centrala telefoniczna i przewody elektryczne.

## Okres Polski Ludowej
Po zakończeniu wojny klasztor szybko reaktywował swoją działalność wydawniczą. W lipcu 1945 r. wznowiono druk „Rycerza Niepokalanej”, którego nakład osiągnął niebawem 700 tys. egzemplarzy. Wydano też książki poświęcone o. Maksymilianowi (Skąpiec Boży Jana Dobraczyńskiego, Dwie korony Gustawa Morcinka). Ponadto rozpoczęto edycję 12-tomowej encyklopedii zegarmistrzowskiej (1948-1980) pod redakcją dwóch braci-franciszkanów: Wawrzyńca Podwapińskiego i Bernarda Bartnika. Miejscowy, amatorski zespół teatralny wystawiał utwory sceniczne, natomiast w okresie Wielkiego Postu bracia zakonni przedstawiali Misterium Męki Pańskiej.
Jednak już w maju 1949 r. władze komunistyczne dokonały w Niepokalanowie rabunku maszyn, sprzętu i materiałów drukarskich, hamując tym samym dalszy rozwój wydawnictwa. Na klasztor nałożono bardzo wysokie podatki, a cenzura państwowa uniemożliwiła wydawanie Rycerza Niepokalanej przez następne 30 lat (1952-1981). Zrabowano zakonnikom gospodarstwo, zamknięto też niższe seminarium, konfiskując całe jego wyposażenie. Franciszkanie wielokrotnie stawali się ofiarami szykan bądź też ataków prasowych.
Jednym z nielicznych pozytywów w tych trudnych czasach była możliwość wybudowania świątyni w stylu modernistycznym (1948-1954). Służyła ona miejscowym wiernym jako kościół parafialny (parafię utworzono w czerwcu 1950 r.). Projekt budowy przygotował architekt Zygmunt Gawlik z Krakowa, uwzględniając częściowo zachowane fundamenty sprzed wojny. Dla zapewnienia ciągłości finansowania prac, Niepokalanów drukował okolicznościowe cegiełki wsparcia budowy. Znaczący wkład przy pracach wykończeniowych mieli sami zakonnicy niepokalanowscy (wykonanie rzeźb do kościoła, tabernakulum, metaloplastyka nastawy ołtarzowej, zegar wieżowy o pięciu tarczach, 14 stacji drogi krzyżowej). Franciszkański kościół został konsekrowany w październiku 1954 r. przez biskupów: Wacława Majewskiego oraz Karola Niemirę.
Dzieło budowy świątyni docenił Prymas Polski kard. Wyszyński, stwierdzając podczas jednej ze swych wizyt w Niepokalanowie: Przed wojną Niepokalanów rozrastał się wzdłuż i wszerz. Przyszły czasy trudne, powojenne i wtedy franciszkanie, nie mogąc prowadzić dawnej pracy, uczynili najmądrzej jak tylko mogli to zrobić – wybudowali świątynię. W kwietniu 1980 r. listem apostolskim Amor noster papież Jan Paweł II nadał kościołowi honorowy tytuł bazyliki mniejszej, a trzy lata później, w czerwcu 1983 r., odwiedził niepokalanowski klasztor i bazylikę w trakcie swojej 2. pielgrzymki do Polski. Nazwał wówczas Niepokalanów wielkim warsztatem franciszkańskiego apostolstwa, w którym człowiek tworzył siebie dzień po dniu tak, aby święty przerósł człowieka, nie tylko na miarę życia i apostolstwa, ale także na miarę męczeńskiej śmierci “za brata”.

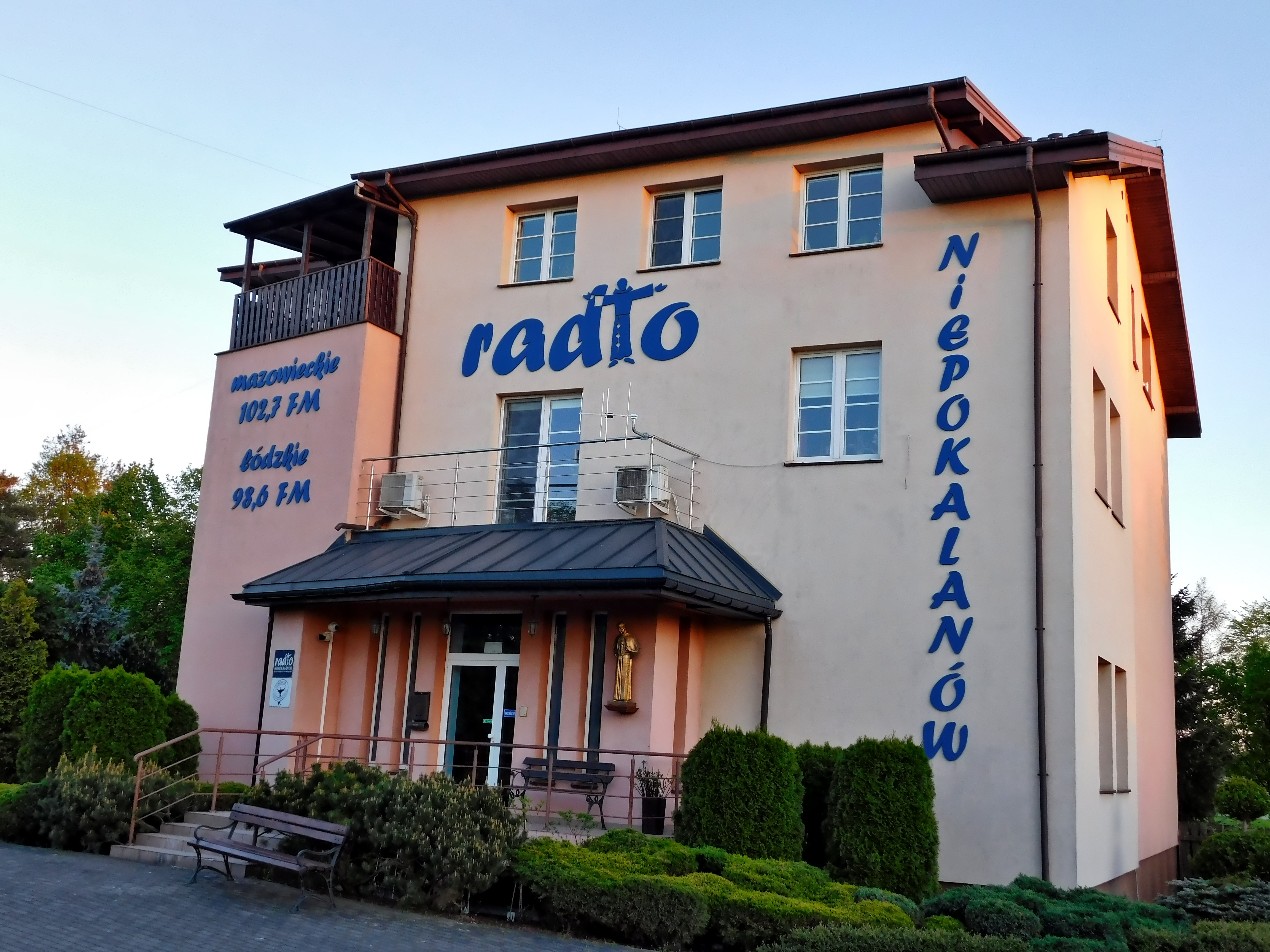
Budynek Radia Niepokalanów

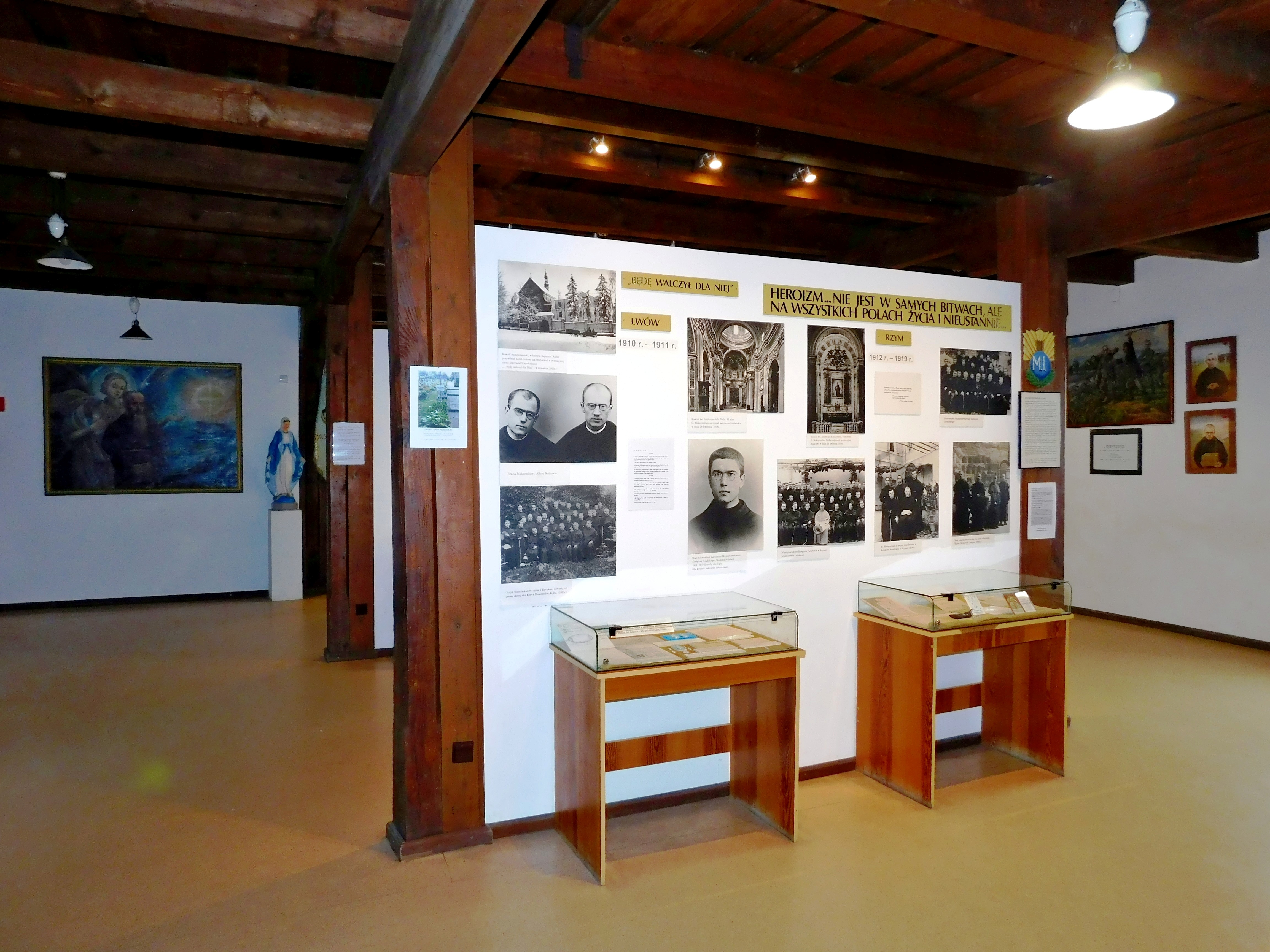
Muzeum św. Maksymiliana – fragment ekspozycji

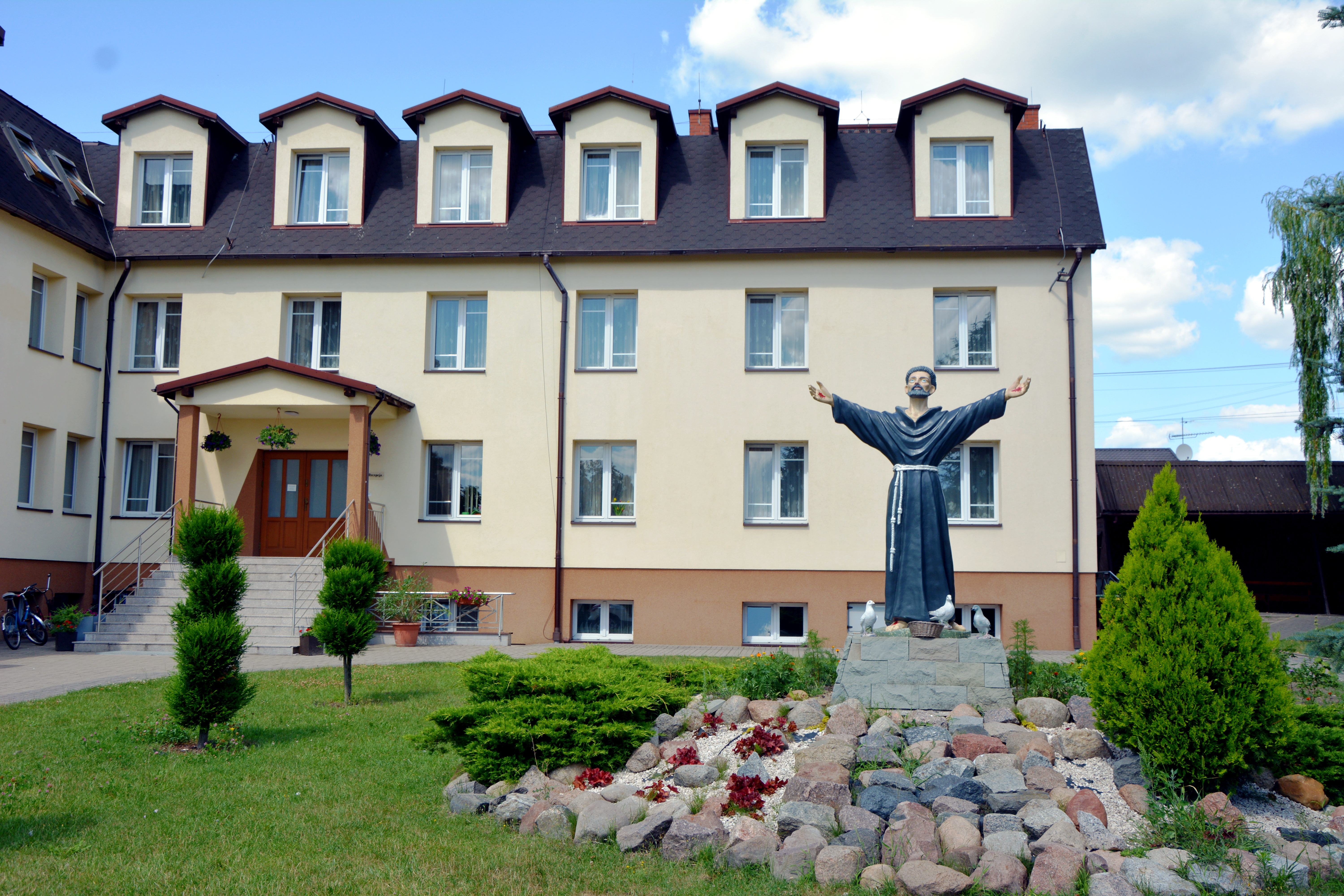
Dom pielgrzyma pw. św. Teresy

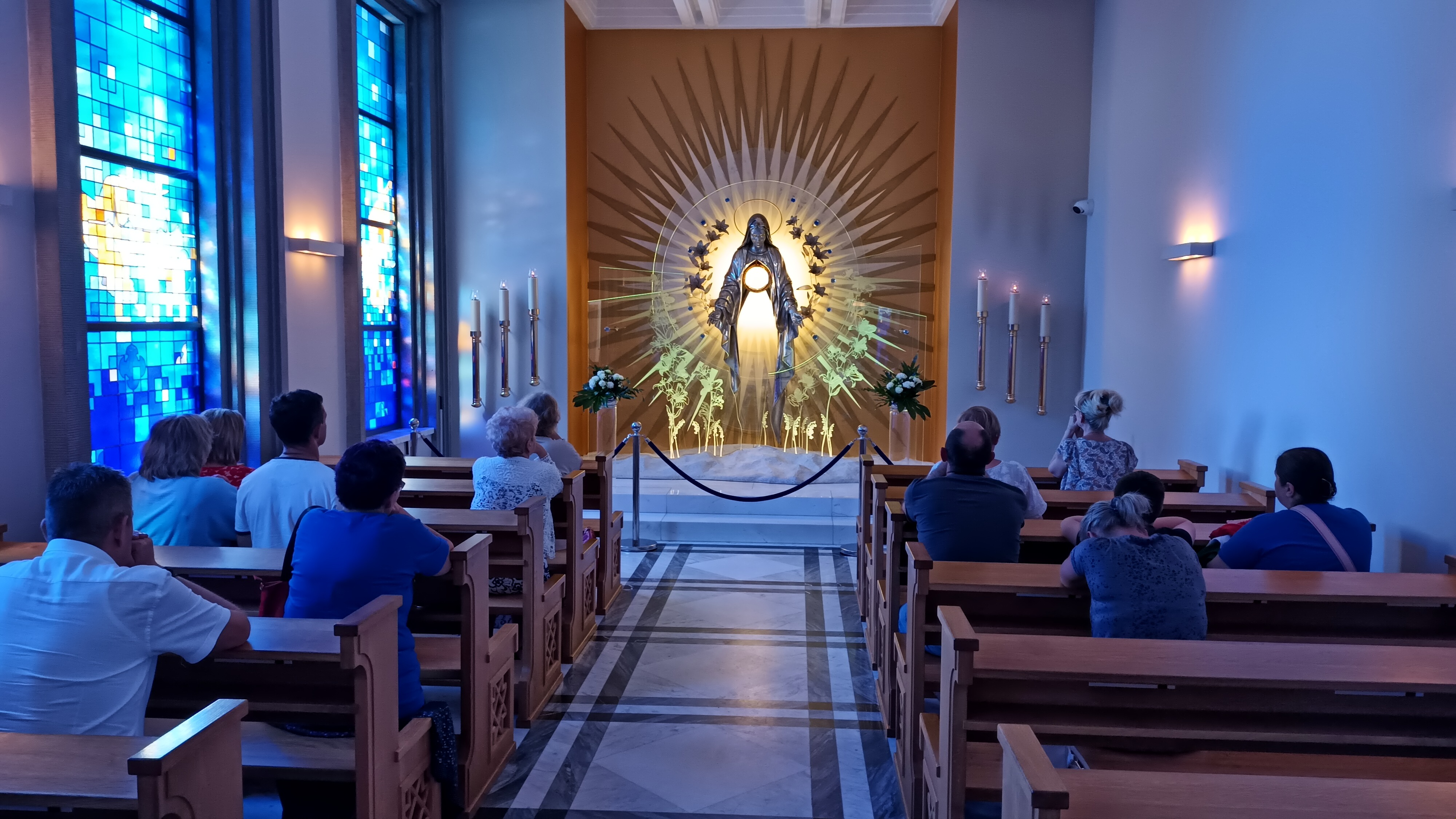
Kaplica wieczystej adoracji Gwiazda Niepokalanej

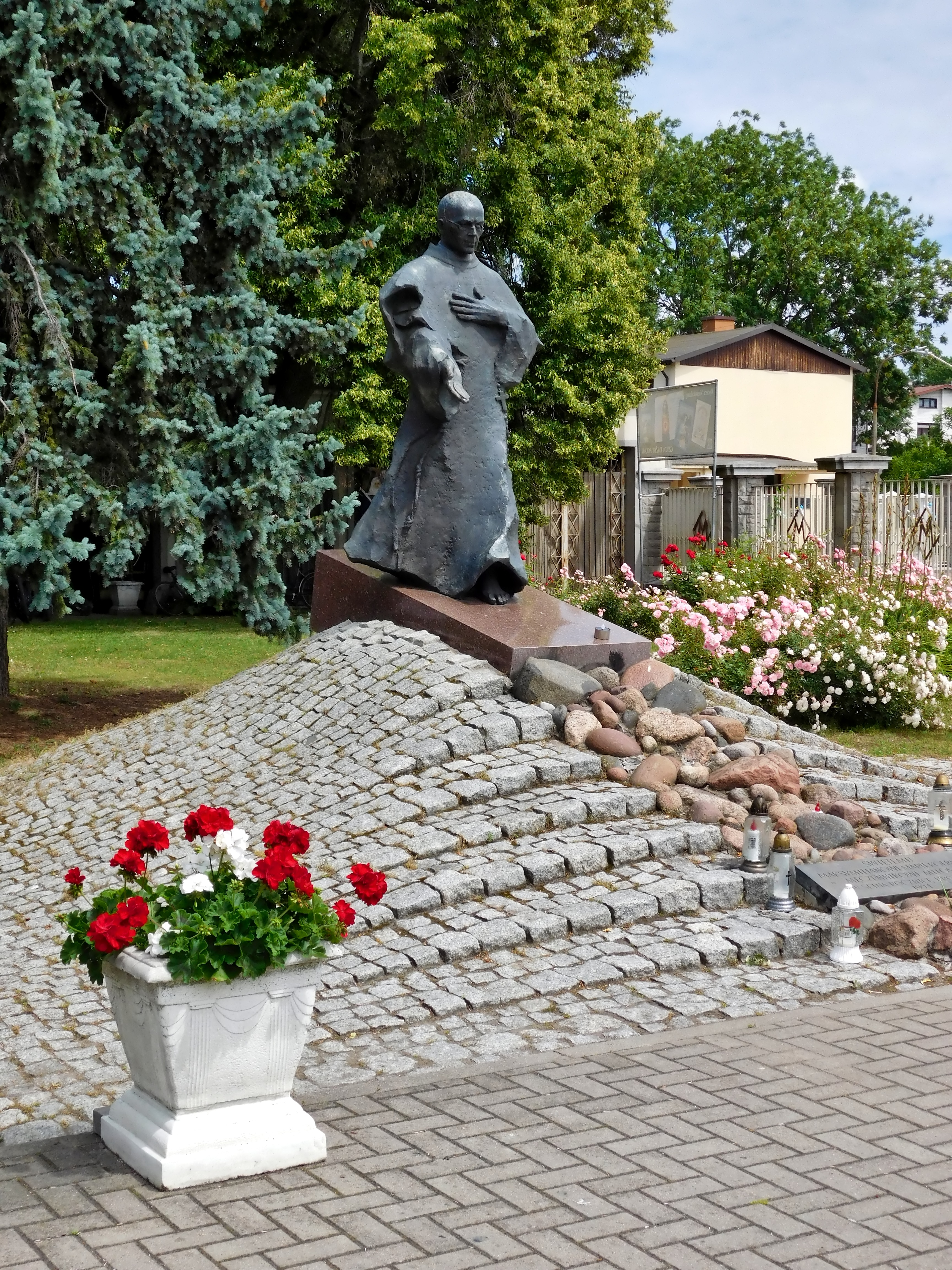
Pomnik założyciela klasztoru na placu przed bazyliką

## Niepokalanów obecnie
Z przedwojennych budynków Niepokalanowa do czasów obecnych przetrwały tylko nieliczne. Na szczególną uwagę zasługuje tzw. stara kaplica drewniana. Zbudowana jesienią 1927 r. (jako jeden z trzech pierwszych budynków) i powiększona dwa lata później, uważana jest za kolebkę klasztoru. W niej zakonnicy składali swoje śluby zakonne, w niej też modlił się o. Maksymilian wraz z pierwszymi współpracownikami oraz okoliczną ludnością. Przez niemal 40 lat po wojnie (od 1957 r.) kaplica służyła jako sala pamiątek, dokumentujących życie, działalność i męczeństwo o. Maksymiliana, jak również franciszkańskie akcje misyjne na różnych kontynentach. Następnie, po dwuletnim kapitalnym remoncie została w grudniu 1997 r. przywrócona do swej pierwotnej funkcji. Obok starej zakrystii (gdzie przechowywane są przedwojenne ornaty i księgi) znajduje się pierwsza cela św. Maksymiliana. Założyciel klasztoru mieszkał w niej aż do wyjazdu na misje do Japonii w 1930 r.
Na terenie klasztoru działa Wydawnictwo Ojców Franciszkanów drukujące m.in. „Rycerza Niepokalanej”, miesięcznik dla dzieci „Mały Rycerzyk Niepokalanej” i książki religijne, Centrala Narodowa Rycerstwa Niepokalanej oraz Instytut Maryjno-Kolbiański „Kolbianum” (włączony w 2010 r. w struktury UKSW w Warszawie). Niepokalanów jest również siedzibą Radia Niepokalanów, reaktywowanego w marcu 1995 r. W Polsce swym zasięgiem radio obejmuje tereny Mazowsza oraz województwa łódzkiego; ponadto istnieje możliwość odbioru stacji w trybie on-line za pośrednictwem internetu.
Założona przed wojną niepokalanowska Ochotnicza Straż Pożarna, funkcjonuje bez przerwy do dzisiaj. W kwietniu 1999 r. została ona włączona do krajowego systemu ratowniczo-gaśniczego. W budynku remizy OSP znajduje się również muzeum pożarnictwa. Większość zbiorów, takich jak kolekcja wycofanego z użycia sprzętu gaśniczego, dyplomy, plakaty, wycinki z gazet opisujące akcje strażackie, sztandary czy fotografie, zgromadzono na piętrze budynku. Natomiast do najstarszych i najważniejszych eksponatów muzeum należy samochód strażacki Minerva GM-4 (pochodzący z 1923 r.) oraz ręczne pompy z XIX wieku.
Dzisiejszy Niepokalanów stanowi ważny ośrodek pielgrzymkowy w centralnej Polsce. Corocznie w drodze na Jasną Górę przybywa do niego Warszawska Akademicka Pielgrzymka Metropolitalna. Niepokalanów jest też celem pielgrzymek okolicznościowych, ewangelizacyjnych, ofiarowanych w intencji trzeźwości, weekendowych czy też pokutnych. Miejscową bazylikę, Panoramę Tysiąclecia, misterium Męki Pańskiej czy też muzeum św. Maksymiliana Był człowiek odwiedziły już tysiące pielgrzymów indywidualnych oraz zorganizowanych grup z kraju i przybyłych z zagranicy.
Klasztor niepokalanowski był miejscem kilku kongresów i sympozjów mariologicznych (w 1994, 2000, 2004 oraz 2007 r.); tutaj obchodzono główne uroczystości roku kolbiańskiego (2010-2011); na jego terenie dwukrotnie obradowała Konferencja Plenarna Episkopatu Polski. Kaplica wieczystej adoracji „Gwiazda Niepokalanej” – jeden z 12 ośrodków modlitwy o pokój na świecie – otwarta do użytku publicznego we wrześniu 2018 r., daje przez całą dobę wszystkim przybywającym okazję do modlitwy czy refleksji. W grudniu 2024 r., na mocy dekretu metropolity warszawskiego abp. Adriana Galbasa, bazylika w Niepokalanowie została wyznaczona jako jeden z kilkunastu kościołów jubileuszowych (na rok 2025) na terenie archidiecezji.

## Związani z Niepokalanowem
- Maksymilian Maria Kolbe
- Jan Drucki-Lubecki
- Ludwik Pius Bartosik
- Antonin Bajewski
- Stanisław Tymoteusz Trojanowski
- Władysław Zenon Żebrowski
- Józef Alfons Kolbe
- Piotr Bonifacy Żukowski
- Józef Achilles Puchała
- Karol Herman Stępień
- Wawrzyniec Aleksander Podwapiński
- Bernard Bartnik
- Maurycy Kowalewski

## Do zobaczenia w okolicy
- pałac w Teresinie z końca XIX w.
- barokowy kościół w Szymanowie
- muzeum kolei wąskotorowej w Sochaczewie
- gotycko-renesansowy kościół w Brochowie
- muzeum biograficzne Fryderyka Chopina w Żelazowej Woli
- kościół w Kampinosie z 2. poł. XVIII w.